# Bumka agesilaus
Bumka agesilaus är en insektsart som beskrevs av Rauno E. Linnavuori och Al-ne'amy 1983. Bumka agesilaus ingår i släktet Bumka och familjen dvärgstritar. Inga underarter finns listade i Catalogue of Life.